# Mbayengue I
Mbayengue I est un village de la région du Centre au Cameroun, localisé dans la commune de Mbankomo et le département de la Méfou-et-Akono.

## Population
En 1965, Mbayengue I comptait 356 habitants, principalement des Ewondo.
Lors du recensement de 2021, ce nombre s'élevait à 350.